# Walentyna Szlader
Walentyna Szlader (zamężna Padyga, ur. ok. 1855, działała do 1879) – polska aktorka teatralna.

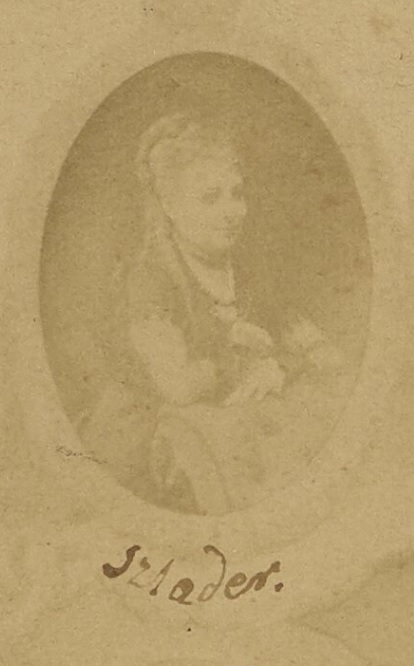
Walentyna Szlader w 1876 r.

## Kariera teatralna
Występowała w zespołach teatrów prowincjonalnych: Juliana Grabińskiego (1874, 1879), Mieczysława Krauzego (sez. 1875/1876), Bolesława Kremskiego i Hipolita Wójcickiego (1877-1888) i Anastazego Trapszy (sez. 1878/1879), a także w warszawskich teatrach ogródkowych: "Eldorado" i "Arkadia". Zagrała role: Zuzi (Odludki i poeta), Marii (Folwark Primerose), Basi (Mizantrop i druciarz) i Estery (Deborah). 

## Życie prywatne
W 1879 r. poślubiła dyrygenta, Augusta Padygę. 